# کامیسانو
کامیسانو (به ایتالیایی: Camisano) یک کومونه در ایتالیا است که در استان کریمونا واقع شده‌است.

## خصوصیات
کامیسانو ۱۰٫۸ کیلومترمربع مساحت و ۱٬۳۱۱ نفر جمعیت دارد و ۹۲ متر بالاتر از سطح دریا واقع شده‌است.